# Municipio de Burt (Iowa)
El municipio de Burt (en inglés: Burt Township) es un municipio ubicado en el condado de Kossuth en el estado estadounidense de Iowa. En el año 2010 tenía una población de 779 habitantes y una densidad poblacional de 8,48 personas por km².

## Geografía
El municipio de Burt se encuentra ubicado en las coordenadas 43°12′42″N 94°15′56″O / 43.21167, -94.26556. Según la Oficina del Censo de los Estados Unidos, el municipio tiene una superficie total de 91.89 km², de la cual 91,88 km² corresponden a tierra firme y (0 %) 0 km² es agua.

## Demografía
Según el censo de 2010, había 779 personas residiendo en el municipio de Burt. La densidad de población era de 8,48 hab./km². De los 779 habitantes, el municipio de Burt estaba compuesto por el 97,69 % blancos, el 0,13 % eran afroamericanos, el 0,13 % eran amerindios, el 0,26 % eran de otras razas y el 1,8 % eran de una mezcla de razas. Del total de la población el 1,54 % eran hispanos o latinos de cualquier raza.